# Tourisme dans Charlevoix
 (juillet 2021).

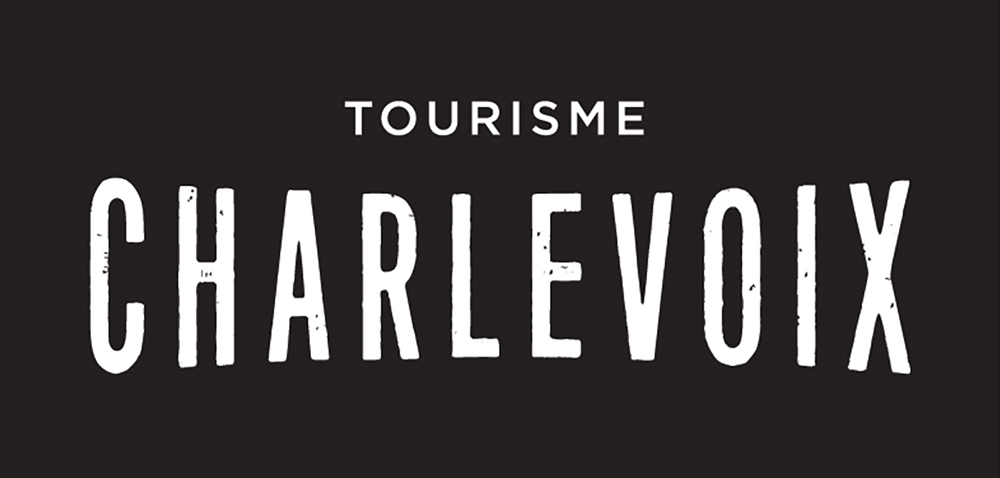
Logo

Le tourisme dans Charlevoix est une composante importante de l'activité économique de la région de Charlevoix, l’une des 22 régions touristiques du Québec. En 2009, elle compte 646 entreprises associées au secteur du tourisme, soit 2 % de toutes les entreprises touristiques du Québec. En moyenne, le tourisme génère plus de 2 000 emplois dans la région. La région accueille près de 500 000 touristes par année, générant des dépenses d’environ 195 millions de dollars[source insuffisante]. L'offre touristique de cette région porte essentiellement sur les produits culturels, avec des musées et expositions, du patrimoine, des moulins à farine. Elle porte aussi sur des paysages formés du fleuve Saint-Laurent et des montagnes qui l’entourent, ainsi que sur des activités de plein air. 
Créée en 1979, la région touristique de Charlevoix regroupe toutes les municipalités de deux municipalités régionales de comté (MRC), soit Charlevoix et Charlevoix-Est. Trois de ces municipalités sont membres de l'« Association des plus beaux villages du Québec ». La région de Charlevoix est limitrophe des régions touristiques de Québec, du Saguenay-Lac-Saint-Jean et de Manicouagan. Elle doit son nom à François-Xavier de Charlevoix qui était un père jésuite considéré comme le premier historien de la Nouvelle-France.

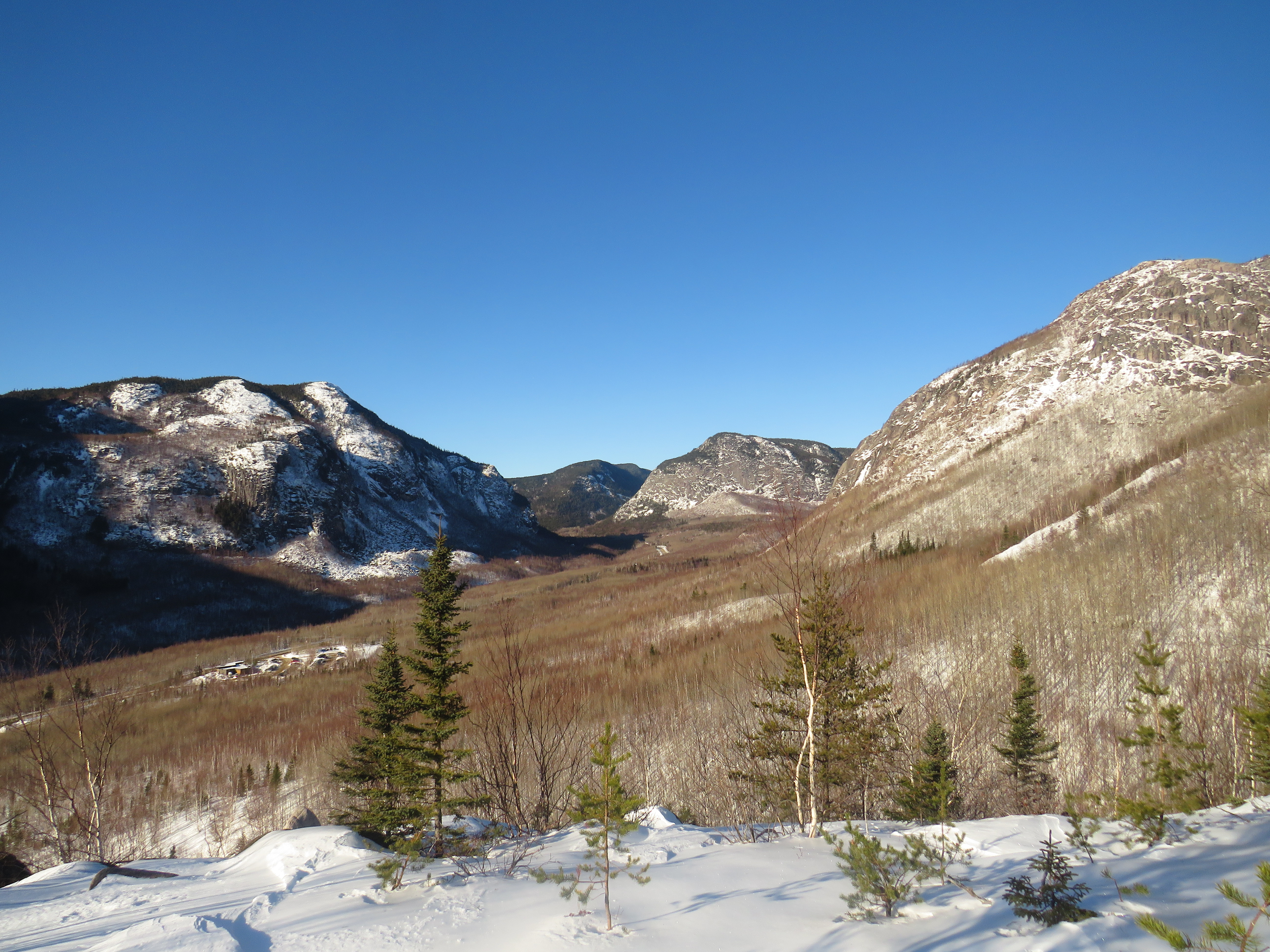
Un aspect du Parc national des Grands-Jardins.

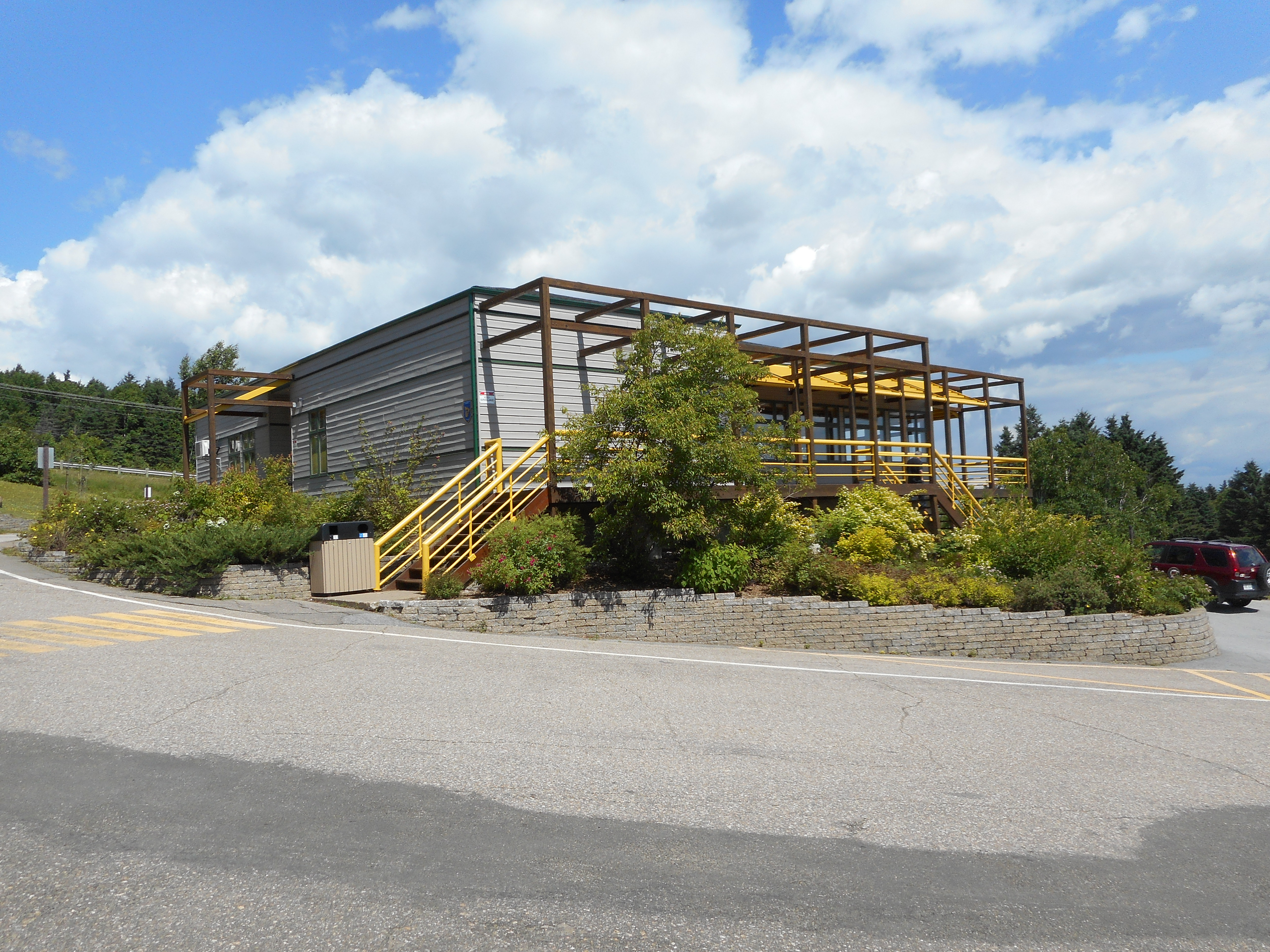
Bureau d'information touristique de Charlevoix, Baie-Saint-Paul

## Tourisme Charlevoix
L’Association touristique régionale de Charlevoix, aussi connue sous l’appellation Tourisme Charlevoix, est un organisme à but non lucratif fondé en 1975 qui fait la promotion, en concertation avec ses membres et ses partenaires, de l’industrie touristique de sa région. Elle est le seul organisme reconnu par le ministère du Tourisme du Québec pour représenter les intervenants et les dossiers touristiques de la région. L’association s’implique aussi auprès de nombreux comités de travail dans la région de Charlevoix.

## Histoire du tourisme dans Charlevoix

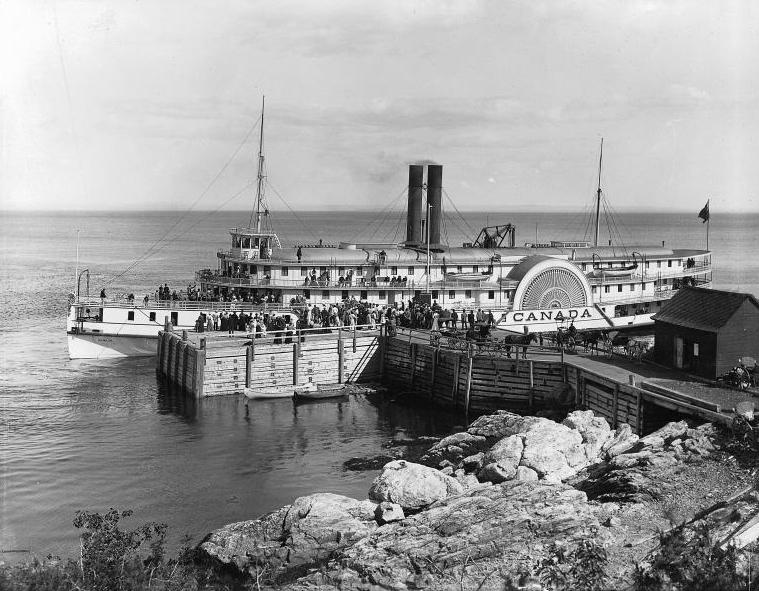
S. S. Canada, Cap-à-l'Aigle, 1895

Les premiers touristes sont accueillis en 1760 par des militaires écossais, soit Malcolm Fraser et John Nairm installés à La Malbaie. Autrefois, les principales activités économiques sont l'agriculture, le cabotage et la coupe de bois. Après 1840, les voyageurs arrivent par bateau de croisières sur le quai de Pointe-au-Pic. Lors de l'été de 1880, on peut compter entre 5000 et 10000 touristes, il est tout de même plutôt ardu d’accéder à la région, les routes mauvaises rendent difficile les déplacements des voyageurs. Rapidement, l'activité touristique devient une des activités principales de subsistance de la région de Charlevoix. À Cap-à-l'Aigle, Pointe-au-Pic et Saint-Irénée, on retrouve de riches Canadiens anglais en vacances. On commence à y construire des attraits touristiques dans le secteur des Grands Jardins. C'est en 1898 que l'on construit le manoir de renom, le Manoir Richelieu, encore présent aujourd'hui.

## Sous-région touristique et MRC
La région touristique de Charlevoix regroupe toutes les municipalités en deux municipalités régionales de comté (MRC), soit Charlevoix et Charlevoix-Est.

### Sous-régions de la MRC de Charlevoix
- Petite-Rivière-Saint-François
- Les Éboulements
- Baie-Saint-Paul
- Saint-Hilarion
- Saint-Urbain
- Isle-aux-Coudres

### Sous régions de la MRC de Charlevoix-Est
- Saint-Irénée
- Saint-Aimé-des-Lacs
- Clermont
- Saint-Siméon
- Baie-Sainte-Catherine
- Notre-Dame-des-Monts
- La Malbaie

### Transport
La principale société de transport à Charlevoix est le Service de transport collectif de la MRC de Charlevoix-Est, un système qui par son approche différente, utilise des modes variés de transport. Le réseau comprend aussi la société de Transport rural de Charlevoix, ainsi que la Navette Expressebus de Charlevoix. S'ajoute aussi un service de natte ferroviaire disponible dans la région, sans oublier le Massif de Charlevoix et plusieurs autres.

### Hébergement
En 2010, le volume de touristes est de 514 000 ; cela promut grandement la notoriété de la ville, car elle est la 14e région sur une totalité de 22, la plus achalandée dans tout le Québec. Et la place aussi au 11e rang au niveau du tourisme. De 2008 à 2011, le taux d’occupation atteint 40 %. Ce taux est assez variable d’un mois à l'autre, les taux les plus hauts se situent en été avec 61,9 % en juillet et 69,7 % en août[réf. souhaitée].

### Principaux attraits touristiques
Tourisme Charlevoix offre différents secteurs d’activités touristiques. Les plus populaires sont : les musées, les sites historiques, les galeries d’art, la visite de pourvoiries, de fermes et d’entreprises agrotouristiques, et la visite des centres de détente.
Voici les plus fréquentés :

#### Musée et centre d’expositions
- Musée d’art contemporain de Baie-Saint-Paul
- Espace muséal des Petites Franciscaines de Marie
- Carrefour culturel Paul-Médéric
- Centre d’histoire naturelle de Charlevoix
- Forges-Menuiserie Cauchon
- Musée maritime de Charlevoix
- Musée les voitures d’Eau
- Musée Gommes de sapins du Québec
- Musée de Charlevoix
- Papeterie Saint-Gilles

#### Lieux historiques
- Moulin seigneurial des Éboulements
- Village de Port-au-Persil
- Moulin de l’Isle-aux-Coudres ou économusée de meunerie
- Maison de Bootlegger
- Monastère de la croix glorieuse
- Domaine Forget de Charlevoix

#### Divertissement
- Casino de Charlevoix
- Rodée de Charlevoix
- Symposium international d’art contemporain de Baie-Saint-Paul
- Croisière d’observation des baleines à St-Siméon
- Le train de Charlevoix

### Aventure et plein air
Tourisme Charlevoix englobe plusieurs lieux pour l’activité touristique de plein air. Sa vallée rocheuse permet de créer des endroits où pratiquer des sports tels que le ski, la raquette, le ski de fond, etc. Bordée par le fleuve Saint-Laurent la région touristique de Charlevoix offre la possibilité de pratiquer l’observation de baleines ainsi que différentes croisières. 
Voici les principaux parcs et lieux où la pratique des activités de plein air est offerte dans le secteur de Charlevoix : 

#### Parc national des Hautes-Gorges-de-la-Rivière-Malbaie
Le parc national des Hautes-Gorges-de-la-Rivière-Malbaie est protégé par la SEPAQ (Société des établissements de plein air du Québec). Il a une superficie de 224,7 km2.

#### Parc national des Grands-Jardins
Le parc national des Grands-Jardins est protégé par la SEPAQ. Il a une superficie de 310 km2. Les activités de plein air que l’on peut pratiquer sont : la randonnée pédestre, le kayak, la pêche, la pêche blanche, le rabaska, l’observation de la faune, le ski nordique, la via ferrata, le canot et la raquette.

#### Sentier des Caps de Charlevoix
Le sentier des Caps de Charlevoix est protégé par une corporation à but non lucratif et est la propriété des municipalités de Saint-Tite-des-Caps et de Petite-Rivière-Saint-François. On peut y pratiquer la randonnée pédestre, le camping, la raquette et le ski de fond.

#### La Traversée de Charlevoix
La Traversée de Charlevoix est protégée par une corporation à but non lucratif et est la propriété de la municipalité de Saint-Urbain. On peut y pratiquer la randonnée pédestre, le ski nordique, la raquette, le vélo et le vélo de montagne.

#### Parc marin du Saguenay-Saint-Laurent
Le parc marin du Saguenay-Saint-Laurent est protégé par la SÉPAQ et Parc Canada. Il a une superficie de 1 245 km2. Les activités les plus pratiquées des touristes sont l’observation de baleines et la plongée sous-marine.

#### Mont Grands-Fonds
Le mont Grands-Fonds est protégé par une corporation à but non lucratif et est la propriété de la municipalité de La Malbaie. On peut y pratiquer la glissade d’hiver, la motoneige, la raquette, le ski alpin, la planche à neige, le ski de fond et le télémark.

#### Le Massif de Charlevoix
Le massif de Charlevoix est protégé par une corporation à but non lucratif et est la propriété de la municipalité de la Petit-Rivière-Saint-François. Il a une hauteur de 770 m. On peut y pratiquer la glissade d’hiver, la raquette, le ski alpin, la planche à neige, le ski de fond et le télémark. 
Les pourvoiries les plus visitées sont :
- Domaine le Pic Bois
- Pourvoirie du Club Bataram
- Pourvoirie Roger et Faucille
- Pourvoirie Club des 3 Castors
- Pourvoirie du lac Moreau et auberge du Ravage

### Festivals et événements
Le Festival International du Domaine Forget de Charlevoix a lieu à chaque été dans le village de Saint-Irénée. Ce rendez-vous estival annuel regroupe plus de 100 événements de musique classique et jazz, des spectacles de danse, des cours de maître publics, des concerts étudiants ainsi que plusieurs activités gratuites à l'extérieur et dans la salle de concert. Au printemps et à l’automne, le Domaine Forget de Charlevoix propose une vingtaine d’événements allant de la chanson à l’humour en passant par les productions jeune public et le théâtre dans le cadre de sa Programmation variétés. Un jardin harmonique de sculptures monumentales d’une vingtaine d’artistes-sculpteurs est ouvert gratuitement, 365 jours par année. Vient ensuite l'événement Rêves d’automne-Festival de peinture. La beauté et la richesse sont mises en valeur et en œuvre par des artistes en art. Des activités de création, formations et expositions sont proposées lors de ce festival. Puis le Festif de Baie Saint-Paul Événement qui célèbre la musique, les arts du cirque, qui se déroule en plein cœur du centre-ville de Baie Saint-Paul sur plus de 12 sites différents.

### Lauréats des Grands Prix du Tourisme
En 2013, Pascal Miche, du Domaine de la vallée du Bras, remporte la Palme dans la catégorie Agrotourisme et produits régionaux. Claude Dufour et Marie-Pier Audy remportent celle pour hébergement de moins de 40 unités pour la Pourvoirie Humanité. Céline Labonté et Robbie Esterson remportent dans la même catégorie pour Les Petits Brasseurs. Jacques Saint-Gelais Tremblay remporte dans la catégorie festival/évènement avec un budget de 300 000 $ à 1 M $ pour le Musée d’art Contemporain.

### Restauration
Dans le secteur de la restauration, en 2012, la région de la Malbaie compte 2966 établissements ce qui représente 44 % du nombre d’emplois dans l’ensemble du Québec. Dans la région de l'Isle-aux-Coudres, elle en compte 843, soit 13 % du nombre d’emplois au Québec. Au Parc Marin, il y en a 295, soit 4 % du nombre d’emplois au Québec. Dans la région du Fleuve, il y en a 419,  soit 6 % du nombres d’emplois au Québec. Dans la région des Montagnes, il y a 148 établissements, soit 2 % du nombre d’emplois au Québec. Et finalement dans la région de Baie-Saint-Paul, il y en a 2038, avec 31 % du nombre d’emplois au Québec.[réf. nécessaire]

### Agrotourisme
La région de Charlevoix met de l’avant son secteur de l’agrotourisme. Le but est de faire découvrir les produits du terroir aux touristes. Les producteurs font visiter leurs fermes et montrent leurs méthodes de travail lié à la transformation et les chefs cuisiniers trouvent de nouvelles manières de faire découvrir les produits Charlevoisiens. Les activités principales liées à l’agrotourisme : la route des saveurs, le grand marché de Charlevoix, le Gala des grands chefs.

### Performance touristique
En 2010, 514 000 touristes de toutes origines voyagent dans la région de Charlevoix durant un total de 1 109 000 nuitées et dépensent 195 000 000 $. En moyenne, chaque séjour dure 2,2 nuitées, au cours duquel chaque touriste dépense un total de 379 $, soit 176 $ par nuitée.
| Année | Volume  | Nuitées   | Dépenses    | Durée moyenne de séjour (Nuitées) | Dépenses moyennes par séjour ($) | Dépenses moyennes par nuitée ($) |
| --- | ------- | --------- | ----------- | --------------------------------- | -------------------------------- | -------------------------------- |
| 2006 | 616 000 | 1 461 000 | 142 000 000 | 2,4                               | 231                              | 97                               |
| 2007 | 518 000 | 1 308 000 | 136 000 000 | 2,5                               | 263                              | 104                              |
| 2008 | 533 000 | 1 395 000 | 149 000 000 | 2,6                               | 280                              | 107                              |
| 2009 | 563 000 | 1 298 000 | 130 000 000 | 2,3                               | 231                              | 100                              |
| 2010 | 514 000 | 1 109 000 | 195 000 000 | 2,2                               | 379                              | 176                              |
| Tourisme Québec précise que ce sont des données fournies à titre indicatif qu'il faut utiliser avec réserve. |         |           |             |                                   |                                  |                                  |

En 2010, la part de marché de la région de Charlevoix est de 1,8 % de tous les touristes au Québec, ce qui la classe au 14e rang des 22 régions touristiques du Québec en ce qui a trait au volume des touristes, ou au 15e rang pour les nuitées (1,3 %), ou au 10e rang pour les dépenses touristiques (2,8 %).

### Circuits touristiques
Trois principaux circuits touristiques se trouvent dans la région de Charlevoix. Tout d’abord, la Route du fleuve qui longe les abords du fleuve St-Laurent en reliant les municipalités de Baie St-Paul et de la Malbaie. Elle traverse aussi plusieurs villages tels que les Éboulements et St-Irénée, qui sont tous deux des villages faisant partie de l’Association des plus beaux villages du Québec. Deuxièmement, la Route des montagnes qui relie St-Urbain au village de St-Aimé-Des-Lacs. Elle passe par deux des grands parcs nationaux de la région : Le parc des Hautes-Gorges-De-La-Rivière-Malbaie et celui des Grands-Jardins. Dernièrement, la Route des saveurs, qui relie ensemble tous les producteurs alimentaires locaux de la région, à quelques exceptions près.